# Примроз (озеро)
 Примроз (англ. Primrose Lake) — озеро в провинциях Саскачеван и Альберта в Канаде. Расположено на границе провинций. Одно из больших озёр Канады — площадь водной поверхности 444 км² (из которых только 17,7 км² находится в Альберте), общая площадь — 448 км², тринадцатое по величине озеро в провинции Саскачеван. Высота над уровнем моря 599 метров. Сток по реке Мартинау в озеро Колд-Лейк.
В озере ловится северная щука, судак, озёрная форель.